# Indigeti
Gli Indigeti furono un antico popolo iberico (pre-romano) della penisola iberica.  
Il loro territorio si estendeva nella parte nord-orientale della Catalogna nell'attuale provincia di Girona ed era bagnato dai fiumi Fluvià, Muga e Ter. 
Erano suddivisi in quattro tribù e le loro città principali erano: Indika (citata da Stefano di Bisanzio e non ancora ben identificata), Empodrae (Empúries), Rhoda (Roses), Juncaria (La Jonquera), Cinniana (Cervià) and Deciana. Gli Indigeti coniavano delle monete proprie con iscrizioni nella scrittura iberica nordorientale undikesken che può essere tradotta in "dagli Indigeti" o "da quelli di undika".
Nel 218 a.C. vennero conquistati dai romani durante la seconda guerra punica. Si ribellarono contro Roma nel 195 d.C. ma vennero sconfitti dal console Marco Porcio Catone.